# レギオナルバーン

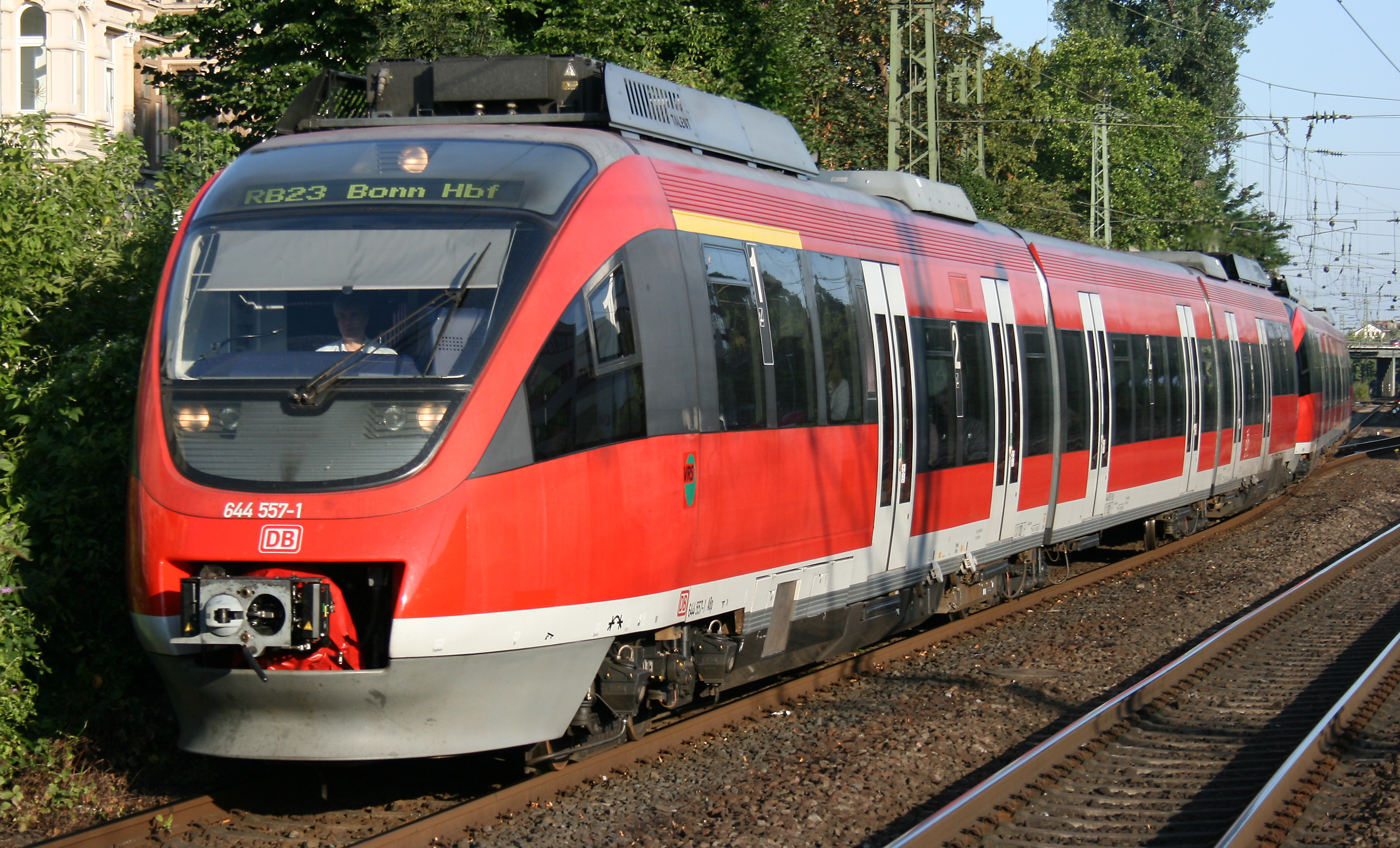
ボン中央駅行のRB。644系気動車による運行

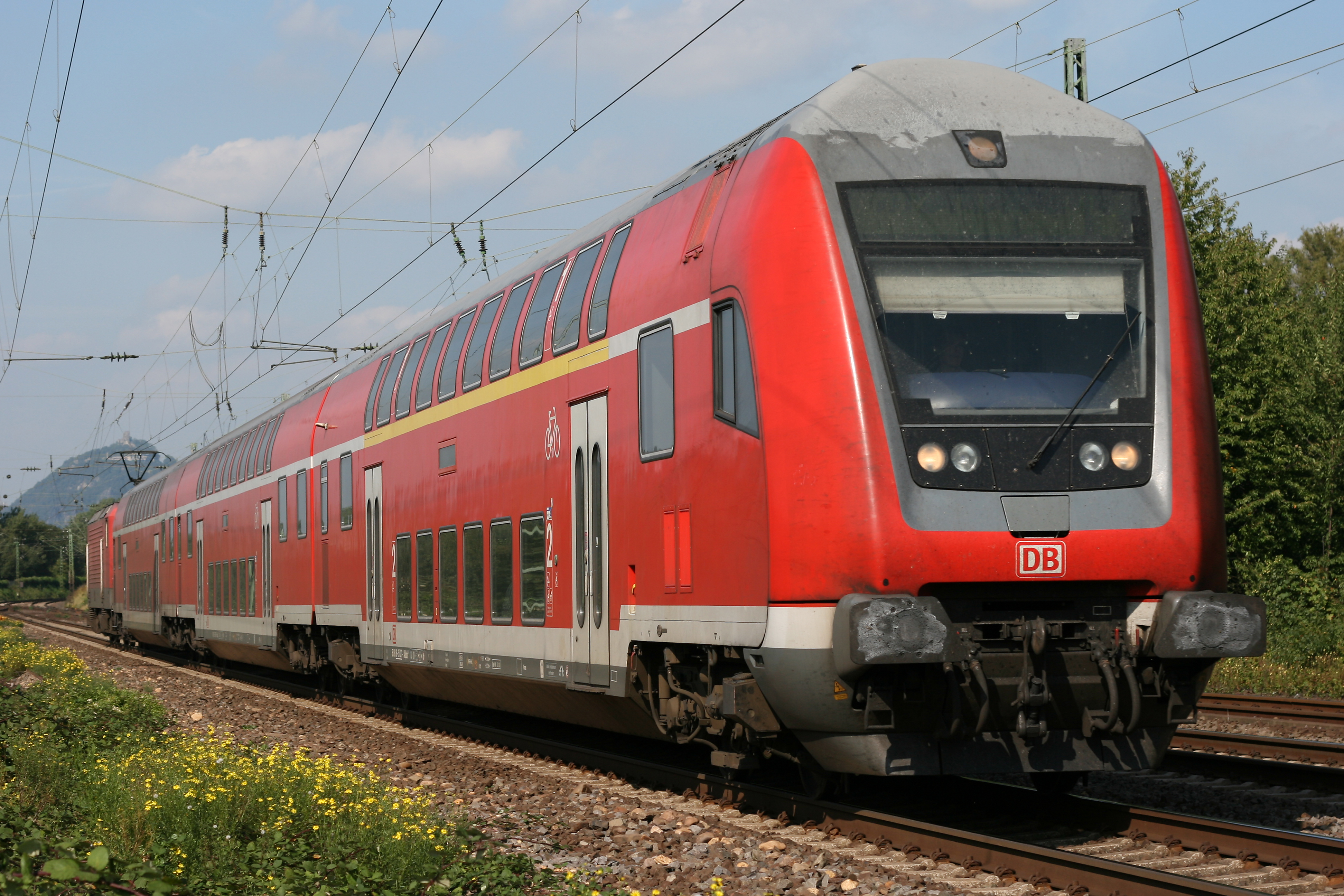
ラインラント＝プファルツ州のウンケル付近を走行するRB。二階建客車・電気機関車のプッシュプル運行

レギオナルバーン(RegionalBahn,RB)はドイツで運行されている列車種別の一種である。日本の普通列車に相当する列車種別で通常は各駅に停車する。Sバーンが運行されている区間では、主要な駅にのみ停車する（中距離列車に相当）。レギオナルバーンの上位にあたる列車種別として、快速列車に相当するレギオナルエクスプレスが運行されている。レギオナルバーンはドイツ連邦政府による運行権が前提で、多くのレギオナルバーンはDBレギオによって運営されているが、近年では運行権はヴェオリア・トランスポール、ユーロバーン、メトロノームなど他の運営事業者に与えられることも多い。
レギオナルバーンは幅広い種類の車種により運行されている。最近では電化区間では機関車牽引の客車列車から426形電車などの電車への置き換え、非電化区間ではボンバルディア・トランスポーテーションのタレントなど新型車両を使用した列車の運行など効率化が進められている他、運行権を与えられた事業者も新型車両を導入している。
DBレギオ以外に運行権を与えられた運営事業者はレギオナルバーンの名称を使用せず自らのブランド名を付け列車を運行する場合もある。